# Перший оркестр українських народних інструментів
Пе́рший орке́стр украї́нських наро́дних інструме́нтів — музичний колектив, що існував в 1920-х — 1930-х роках. Створений на базі капели бандуристів (в складі 10 чоловік) при харківському клубі Металіст (заснований в 1922 р. Л. Гайдамакою) колектив став першим суто українським оркестром українських народних інструментів.

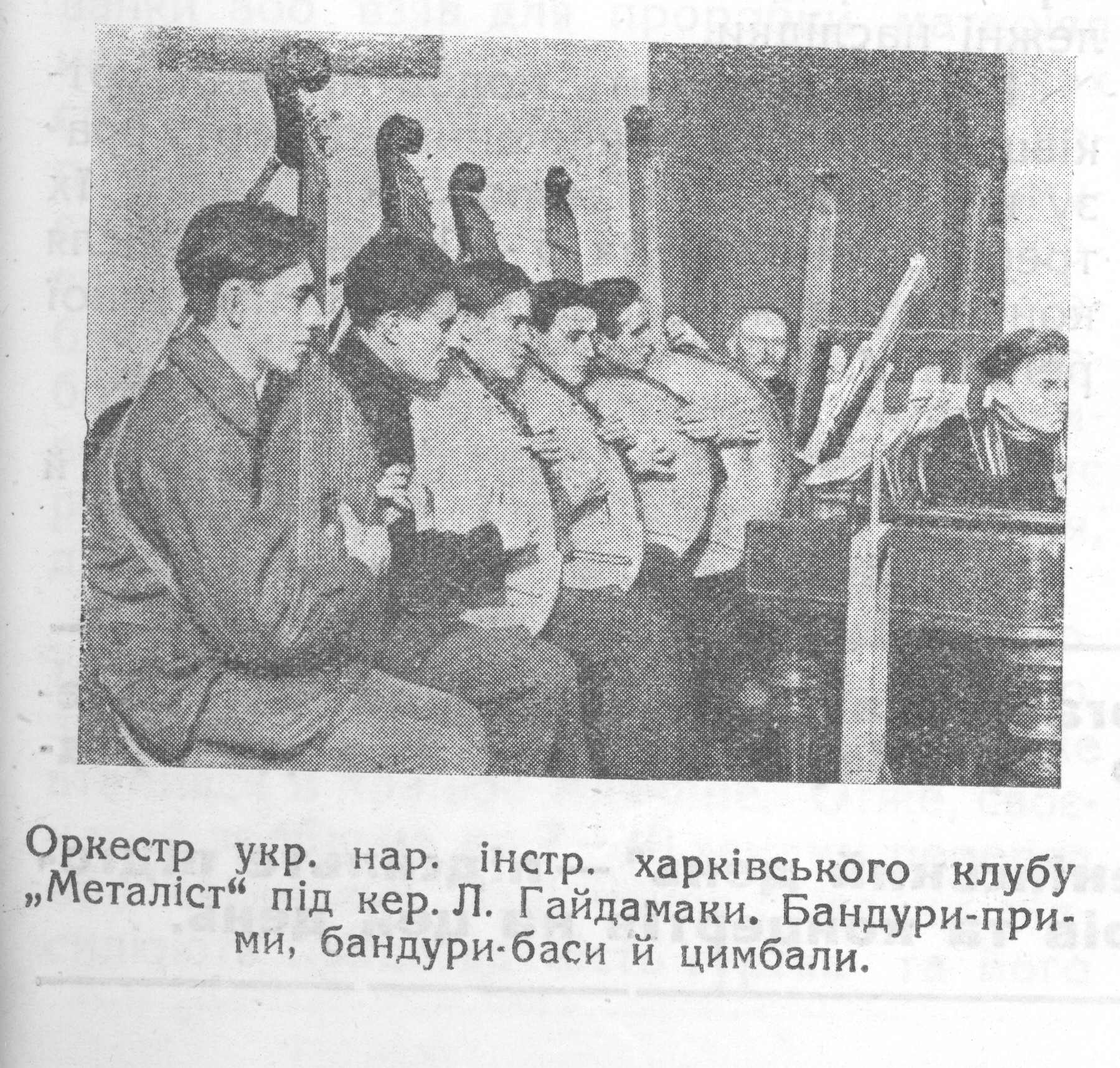
Оркестр Українських народних інструментів 1928 р.

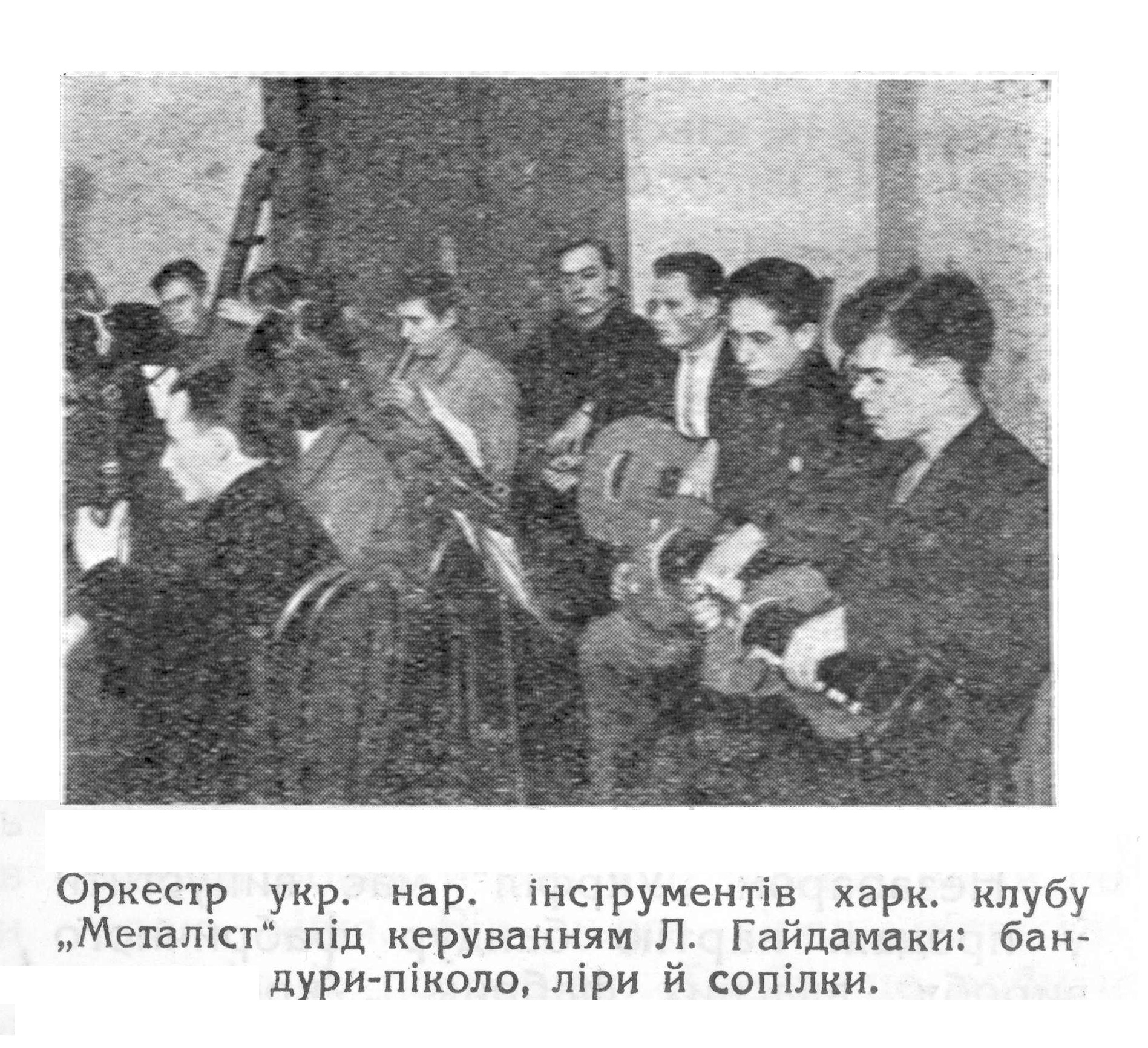
Оркестр Українських народних інструментів 1928 р.

До 12 діатонічних бандур харківського типу (3 піколо, 6 пріми та 3 бас-бандури) були додані 4 хроматичні ліри, 2 сопілки, 2 трембіти та 2 цимбали та групу ударних інструментів.
При оркестрі була створена майстерня для виготовлення та удосконалення українських народних інструментів. З часом була створена і другий ОУНІ при Палацу піонерів в Харкові.
В 1931 р. ОУНІ виступала в Москві на Всесоюзній Музичній Олімпіаді де одержала звання Першого зразкового оркестру українських народних інструментів та був записаний їхній репертуар на грамплатівках. В 1932 р. колектив ОУНІ мало перейти на професійний статус, але це не сталося і в 1938 р після арешту багатьох учасників, ОУНІ перестав існувати.
Деякі оркестровки були надруковані в додатках в журналі «Музика масам» та збірках «Нототека бандуриста» який започаткував в 1930 р. Л. Гайдамака.
В складі оркестри грали О. Незовибатько, П. Іванов, І. Фількенбург, Г. Казаков та інші

## Література

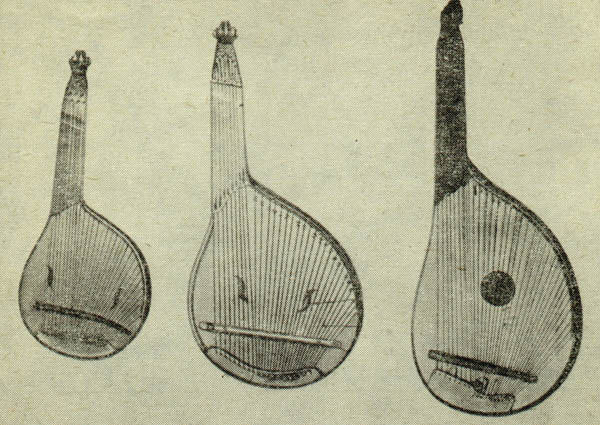
Оркестрові бандури харківського типу